# Chudý kraj
Chudý kraj je obraz českého malíře Maxe Švabinského.
Tento obraz vznikal v letech 1899–1900 a je považován za nejvýznamnější reprezentativní dílo české symbolické malby přelomu 19. a 20. století. Vznikl jako přirozený důsledek umělcova půlročního pobytu v Paříži. Obraz je výjimečný jednofigurovou kompozicí a monumentalitou, jež představuje významný posun v umělcově tvorbě. Dílo bylo vytvořeno s jasnou představou o znázornění „harmonie fialového vřesu a modré oblohy a dívky, která by to symbolizovala...“. K velkému zklamání umělce se však při jednom z restaurování změnil fialový vřes na modrý a zcela se tak změnil celkový ráz obrazu. Dívka na obraze je Švabinského první žena, Ela Vejrychová.